# 성미산성
성미산성(城嵋山城)은 대한민국 전북특별자치도 임실군 관촌면에 있는 삼국시대의 산성이다. 1999년 4월 23일 전북특별자치도의 기념물 제100호로 지정되었다.

## 개요
전라북도 임실군 관촌면 해발 430.5m의 성미산 정상의 산세를 이용하여 산꼭대기를 빙둘러 쌓은 산성으로, 둘레는 517.5m이다.
성 내부의 건물터 근처에 삼국시대의 토기조각과 기와조각이 흩어져 있는데, 이들 토기 중에 삿무늬토기가 발견되어 백제 때 쌓은 성곽으로 보인다.
이 성곽은 신라와 백제가 대립하던 6∼7세기에 방어적 측면이 강했을 것으로 보이는데, 전주-남원간 국도와 섬진강변에 입지를 두고 있어 지정학적 측면에서 자료적 가치를 지닌다. 대부분 붕괴되고 성 내부의 훼손이 심하지만 일부 상태가 양호한 성벽도 더러 남아있어 보존이 필요하다.

## 참고 자료
- 성미산성 - 국가유산청 국가유산포털